# Сульфид молибдена(VI)
Сульфид молибдена(VI), трисульфид молибдена — неорганическое соединение, соль металла молибдена и сероводородной кислоты с формулой MoS3, 
тёмно-коричневое аморфное вещество, 
не растворимое в воде.

## Получение
- Действие сероводорода на подкисленные растворы молибдатов щелочных металлов:

{\displaystyle {\mathsf {K_{2}MoO_{4}+3H_{2}S+2HCl\ {\xrightarrow {}}\ MoS_{3}\downarrow +2KCl+4H_{2}O}}}
- Разложение кислотами тиомолибдата аммония:

{\displaystyle {\mathsf {(NH_{4})_{2}MoS_{4}+H_{2}SO_{4}\ {\xrightarrow {}}\ MoS_{3}+(NH_{4})_{2}SO_{4}+H_{2}S}}}

## Физические свойства
Сульфид молибдена(VI) образует тёмно-коричневое аморфное вещество, не растворимое в воде.

## Химические свойства
- Разлагается при нагревании в вакууме:

{\displaystyle {\mathsf {MoS_{3}\ {\xrightarrow {250^{o}C}}\ MoS_{2}+S}}}
- Растворяется в растворах сульфидов с образованием тиомолибдатов:

{\displaystyle {\mathsf {MoS_{3}+Na_{2}S\ {\xrightarrow {}}\ Na_{2}MoS_{4}}}}
• Окисляется кислородом до оксида молибдена(VI):
{\displaystyle {\ce {MoS3 + 3O2 ->[t^oC]MoO3 + 3SO2 ^}}}